# 91 км (зупинний пункт, Донецька залізниця)
91 кіломе́тр — залізничний пасажирський зупинний пункт Луганської дирекції Донецької залізниці.
Розташований на сході смт Родакове, Слов'яносербський район, Луганської області на лінії Родакове — Ізварине між станціями Родакове (2 км) та Збірна (11 км).
Через військову агресію Росії на сході Україні транспортне сполучення припинене.